# Programmations des Francofolies des années 2000
Pour un article plus général, voir Francofolies.
Cet article présente les programmations des Francofolies des années 2000.

## Édition 2000
Le festival se déroule du 10 au 15 juillet 2000.
| Scènes               | Lundi 10                                              | Mardi 11                                                 | Mercredi 12                                           | Jeudi 13                                                           | Vendredi 14                                     | Samedi 15                                               |
| -------------------- | ----------------------------------------------------- | -------------------------------------------------------- | ----------------------------------------------------- | ------------------------------------------------------------------ | ----------------------------------------------- | ------------------------------------------------------- |
| Jean-Louis Foulquier | Isabelle Boulay, Noa, Patricia Kass                   | Sawt El Atlas, Fête à Idir, -M-                          | Anthony B, Toots and the Maytals, Buju Banton         | P18, Buena Vista Social Club, Sergent Garcia                       | Dionysos, Wampas, Fête à Louise Attaque         | Barrio Chino, Orchestre National de Barbès, Fête à Tryo |
| Salle Bleue          | Marc Dery, Tete, Les Amants, J.J Nyssen               | Glen Of Guinness, Perry Rose, Chet                       | Nicolas Reggiani, Vanina Michel, Yoggi                | Pascal Mathieu, Jacques Haurogné et Xavier Lacouture, Lilly Margot | Dun Leia, Beverly Jo Scott, Ignatus             | Java, Seba, Autour de Lucie                             |
| Grand Théâtre        |                                                       | Nadj, Jehan, Jean-Louis Murat                            | Serge Lopez, Ala Dos Namorados, G.M Testa/P.Ibanez    | Bell œil, Les Hurlements d'Léo, Lo'jo                              | Fête à Nina Morato, Fête à Daran et Bauer       | Compagnie, Dyrefelt/Revanche, Pink Martini, Paris Compo |
| Salle de l'Arsenal   |                                                       | Azad, Lady Laistee, Saïan Supa Crew                      | HS, La Ruda Salska                                    | Orishas, Spook and the guay                                        | Victor et eux, Aston Villa                      | Jam'dom, Mister Gang                                    |
| After                | DJ Maus, DJ Ram                                       | DJ Lord Issa                                             | DJ Boulibai                                           | DJ Juan                                                            | DJ Saidou                                       | DJ Ziza, DJ Juan                                        |
| Horloge              | Barbaboum, L'œil de la voisine, Martial Vezoul, Diama | Yorou, L'œil de la voisine, Martial Vezoul, Accoules Sax | Gabriel Manah, Telecran, Martial Vezoul, Rasta Bigoud | Vincent Perez, La Main, La Calleras, Marcel et son orchestre       | Mousfakir, Marc Delmas, La Calleras, 17 Hippies | Telecran, Marc Delmas, La Calleras, Tupi Nagô           |

## Édition 2001
Le festival se déroule du 13 au 18 juillet 2001. 
Le concert du 17 juillet sur la scène Jean-Louis Foulquier est annulé pour intempéries.
| Scènes               | Vendredi 13                                                                                            | Samedi 14                                                                                         | Dimanche 15                                                                            | Lundi 16                                                                     | Mardi 17                                       | Mercredi 18                                                        |
| -------------------- | --- | ------------------------------------------------------------------------------------------------- | -------------------------------------------------------------------------------------- | ---------------------------------------------------------------------------- | ---------------------------------------------- | ------------------------------------------------------------------ |
| Jean-Louis Foulquier | La Rue Ketanou, Mickey 3D, De Palmas, Java                                                             | Mes souliers sont rouges, Têtes Raides, Don Diego, Massilia Sound System, Marcel et son orchestre | Jamao, Djoloff, Carlos Di Nicaragua, Mano Solo, Rachid Taha                            | Tiken Jah Fakoly, Anthony B, Brahim, K2R Riddim, The Gladiators              | Dupain, 100 % Collègues, Ska-P, Sergent Garcia | Femmouzes T., Claude Nougaro, Henri Salvador                       |
| Salle Bleue          | Valérie Barrier, Agnes Bihl, La Grande Sophie                                                          | David Linx, Stéphane Blok, Stefie Shock                                                           | Traumat et Triogolo, Daniel Boucher, Le Soldat Inconnu, Bertrand Pierre, Franck Monnet | Pascal Parisot, Thierry Stremler, Louis Ville, Éric Lareine et Denis Badault | La Blanche, Aldebert, Bénabar, Raphael, Sin E  | Gabriel Manah, Jorane, Artango                                     |
| Grand Théâtre        | Wally, Souad Massi, Georges Moustaki                                                                   | Chinasky, Vincent Baguian, Michel Jonasz                                                          | Lekuk 40, Clarika, Thomas Fersen, Gildas Thomas                                        | Daniel Mille, Le Quatuor                                                     | Lynda Lemay                                    | Jean-Louis Daulne, Fania, Geoffrey Oryema                          |
| Salle de l'Arsenal   | My Favourite Dentist Is Dead, Silmarils, Bertrand Burgalat, Tommy Hools, Di Maggio, UHT, Sporto Kantes | Daddy Mory, Nuttea, Maxi Koffi, DJ Boulibai                                                       | Mousta Largo, Zen Zila, Positive Black Soul                                            |                                                                              | Soundkail, Disiz La Peste                      | Black Inox, Hors Norme, Menage A 3, Paris City Breakers, Dee Nasty |
| After                | DJ Doctorlive                                                                                          | DJ Seb The Player                                                                                 | Les Jardiniers                                                                         | DJ Benji                                                                     | DJ Lee Poolhard et K.Mouflage                  | Francky Styl                                                       |
| Horloge              | Gavroche, Les Binuchards                                                                               | Le Maximum Kouette                                                                                | La Talvera                                                                             | John Arcadius                                                                | Panache Culture                                | Triciti, Les Trapettistes                                          |

## Édition 2002
Le festival se déroule du 12 au 17 juillet 2002.
| Scènes               | Vendredi 12                                       | Samedi 13                                                    | Dimanche 14                                                         | Lundi 15                                    | Mardi 16                                          | Mercredi 17                                          |
| -------------------- | ------------------------------------------------- | ------------------------------------------------------------ | ------------------------------------------------------------------- | ------------------------------------------- | ------------------------------------------------- | ---------------------------------------------------- |
| Jean-Louis Foulquier | Henri Salvador, Yannick Noah, Frédéric Lerner     | Sergent Garcia, Los Van Van, Lokua Kanza                     | Ska-P, La Ruda Salska, Mass Hysteria, Burning Heads, Maczde Carpate | Burning Spear, Corneille, Kery James, Matt  | Noir Désir, Dupain, Programme                     | Fête à Cheb Mami, Yann Tiersen, Miossec              |
| Salle Bleue          | Arnaud Methivier, Dikes, Olivier Gann, Curt Close | Les mauvaises langues, Padam, Jeanne Cherhal, Vincent Delerm | Dobacaracol, Prohom, Sportes, Jeff Bodart                           | Caliciuri, Kemar, Jamait, Les Trapettistes  | Bertrand Louis, Les Acrobates, Orly Chap, Barsony | Nicolas Jules, Alex Beaupain, Mobiil, Urbain Desbois |
| Grand Théâtre        | Bernard Lavilliers, Dezoriental                   | Christophe, Juliette, Experience, Vera Bila & Kale           | Louis Chedid, Jorane, Austin                                        | Bénabar, Marka, Sanseverino, Aston Villa    | Brigitte Fontaine, Nadj, Miro, Louis Vertigo      | Dominique A, Calogero, Luke, Berger                  |
| After                | Williams Traffic                                  | Electro : LLorca, Ginkgo, Pacman                             | Jerk House Connection                                               | DJ Sweety, DJ Oumar                         | DJ Kore et Scalp                                  | DJ Juan                                              |
| Horloge              | Kilembe, Catch, De rien, Coup d'marron, Kino      | Jeff Marschalle, Le p'tit Jezu, De rien, Panache Culture     | La Brigade du T.I.G, Le p'tit Jezu, Taxyfolia, Don Diego            | Willy Denzey, JCP Crew, As Da Sauce, Sweety | Telecran, Lotus, Scapin, Dom Colme                | Asyl, Telecran, Scapin, Le Grand Dérangement         |

## Édition 2003: annulée
L'édition 2003 du festival Rochelais qui doit se dérouler du 11 au 16 juillet est annulée en raison du conflit qui oppose les intermittents du spectacle et l'État.
| Scènes               | Vendredi 11                                                            | Samedi 12                                                           | Dimanche 13                                                             | Lundi 14                                                           | Mardi 15                                                                                    | Mercredi 16                               |
| -------------------- | ---------------------------------------------------------------------- | ------------------------------------------------------------------- | ----------------------------------------------------------------------- | ------------------------------------------------------------------ | ------------------------------------------------------------------------------------------- | ----------------------------------------- |
| Jean-Louis Foulquier | Frederic Galiano & the African Divas, Fête à I Muvrini, Laurent Voulzy | Ariane Mofatt, Mickey 3D, Arno, Sanseverino, Benabar                | Asyl, Prohom, Dionysos, 17 Hippies, Rita Mitsouko                       | Les Mauvaises Langues, Fête hommage à Léo Ferré, Jean-Louis Aubert | Sweety, Patrice, Le Peuple de l'herbe, Daddy Mory, Tryo                                     | Emily, La Rue Ketanou, Tryo, Renaud       |
| Salle Bleue          | Romeo, Louis                                                           | Tetard, Fred, Alexis HK                                             | Laurent Viel, Le soldat inconnu, Zora, Laurence Revey                   | Joan Pau Verdier, Alcaz', Karim Kacel                              | Yann Pereau, Marc Dery, Aurelia O'leary, Emilie Simon                                       | Holden, Camille, Marc Delmas, Mina Agossi |
| Grand Théâtre        | De Rien, Wally, Hurleurs, François Hadji-Lazaro                        | Maël, Mathieu Boogaerts, Keren Ann, Marc Lavoine                    | Cabaret Furieux, Richard Borhinger, Rona Hartner                        | Loïc Lantoine, Alexandre varlet, Fête à Vincent Delerm             | Akim El Sikameya, Hommage au Music Hall d'Algérie "On m'appelle l'Orientale", Enrico Macias | Chinaski, Louis Ville, Arthur H           |
| After                | P.Freud                                                                | Jack de Marseille                                                   | After du vainqueur 2003 du concours "DJ Contest Paris-Berlin" de l'OFAJ | Ramasutra                                                          | DJ Maüs                                                                                     | DJ Daara J                                |
| Horloge              | Nina Brent, Stéphane Cade, Mell, Ali Slimani                           | Mell, Lekuk 40 et Les Aktionerfs, Stéphane Cade, Kamal Kacet Circus | Kesyala, Lotus, Versus, Mardi Gras BB                                   | Emmanuelle Bercier, Emily, Beaubourg, Merzhin                      | Chinaski, Emmanuelle Bercier, Prisca, Yoggi                                                 | Prisca, Momo Roots, Thomas Sidibe         |
| Cabaret Jules et Jim | Gilles Droulez et les Affamés, Blerots de Ravel                        | Têtes de bois, Blérots de Ravel                                     | Bell œil, Blérots de Ravel                                              | Bell œil, Mon côté Punk                                            | Têtes de Bois, Mon côté Punk                                                                | Les Faux Bijoux, Blérots de Ravel         |
| Casino               | Oscar, Jack de Marseille                                               | Ripley, P.Freud                                                     | De-Phazz, Ramasutra                                                     | Versus, DJ Maüs                                                    | Ginger Ale, Le son du peuple                                                                | Zimpala, Patrick Vidal                    |

## Édition 2004
Le festival se déroule du 12 au 17 juillet 2004, c'est la dernière édition avec Jean-Louis Foulquier à sa tête ; le fondateur du festival.
| Scènes               | Lundi 12                                                                      | Mardi 13                                                     | Mercredi 14                                                                                         | Jeudi 15                                                                                                   | Vendredi 16                                      | Samedi 17                                                              |
| -------------------- | ----------------------------------------------------------------------------- | ------------------------------------------------------------ | --------------------------------------------------------------------------------------------------- | --- | ------------------------------------------------ | ---------------------------------------------------------------------- |
| Jean-Louis Foulquier | Robert Charlebois, Laurent Voulzy, Francis Cabrel, Création Franco Québécoise | Assyl, Maczde Carpate, Prohom, Pleymo, Raphael, Dionysos     | Hardcore Trobadors, (Les Hurlements d'Léo + 17 Hippies), Sanséverino, Têtes Raides, Tryo et invités | Diam's, Corneille, IAM, Passi                                                                              | Cali, Bénabar, -M-                               | Jamait, Patricia Kaas, J.J Goldman, Chansons pour Jean-Louis Foulquier |
| Salle Bleue          | Tom Poisson, Aldebert, Albin de la Simone, Louis                              | Loïc Lantoine, De Rien, Ridan, Karim Kacel                   | Bastien Lallemand, Les Acrobates, Thomas Pitiot, Les Dièses                                         | Fred, Jeremy Kisling, Gérald Genty, Laurent Viel, Carte Blanche à Cristal Production, Berthet, Mina Agossi | Emily Loizeau & Abel K1, La Tropa, Mell, Camille | Hocus Pocus, Oxmo Puccino, Anis, G-Kill, Off                           |
| Grand Théâtre        | Les Mauvaises Langues, Jacques Higelin                                        | Belgomania, Maurane                                          | Cabaret Furieux Romain Didier (avec Kent, Enzo Enzo)                                                | Blankass, La Grande Sophie, Alexis HK, Tété & Outsie-Putsie                                                | Olivia Ruiz, Jeanne Cherhal, Juliette            | Hubert-Félix Thiéfaine, Paul Personne                                  |
| Horloge              | Chinaski, Jull, Lotus, 26 Pinel                                               | Paganella, Gare au Loup Garou, Lulu, Les Blaireaux, Jef kino | François Thollet, La Folie Ordinaire, Stéphane Cadé, Edith Butler                                   | Amadeus Tappioka, Nadj, Apple Jelly, Katé-Mé                                                               | Ego, Madah, Oncle Slam, Les Blerots de Ravel     | Prisca, Mes Anges Noires, oliv et ses Noyaux, Nicolas Jules, Opa Tsupa |
| Encan                |                                                                               |                                                              | | |                                                  | Hervé Villard                                                          |
| Le Cosy              | Octet, DJ Agoria                                                              | Oscar, The Youngsters                                        | Bang Bang, Alexander Robotnik                                                                       | MIG, DJ Cam                                                                                                | Alexkid, Clones                                  |                                                                        |

## Édition 2005
Le festival se déroule du 12 au 17 juillet 2005.
| Scènes               | Mardi 12                                                         | Mercredi 13                                           | Jeudi 14                                                                                 | Vendredi 15                                                                                 | Samedi 16 | Dimanche 17                                               |
| -------------------- | ---------------------------------------------------------------- | ----------------------------------------------------- | ---------------------------------------------------------------------------------------- | ------------------------------------------------------------------------------------------- | --- | --------------------------------------------------------- |
| Jean-Louis Foulquier | Raul Paz, Tiken Jah Fakoly, Mano Solo, Fête à Bernard Lavilliers | Jorane, Paris Combo, Pink Martini, Calogero           | Les Ogres de Barback, Fête à La Rue Ketanou, Syrano, Sinsemilia, Marcel et son Orchestre | Deportivo, Mickey 3D, Arno, Fête à Luke                                                     | Bams, intercale Philemon, Wallen, Intercale Zaho, Psy 4 de la rime, Kery James, Monsieur R, Rohff, Intercale Tandem, Kool Shen, DJ Lord Jazz | Dom Tom Folies, Feist, Louis Bertignac, Gérald De Palmas  |
| Salle Bleue          |                                                                  | Ann Yes, Florent Marchet, Oshen, Fabien Martin        | Pierre Bondu, Sportes, Khaban, Karpatt                                                   | Carte blanche à CCAS, Amélie les Crayons, Thierry Romanens, Dgiz, Dimitri, Mes Anges Noires | Romane Serda, Nosfell, Carte Hacienda, Mok, Elisel, Nicolas Nourrit                                                                          | Pauline Croze, Bertrand Betsh, Babx, Les Grosses Papilles |
| Grand Théâtre        |                                                                  | Chet, Juliette Greco                                  | Fred, Zoe, Vincent Delerm                                                                | Camille Bazbaz, Kent                                                                        | Lokua Kanza, Rokia Traoré, Les Wriggles | Jeff Bodart, Magyd Cherfi, Michel Delpech                 |
| Horloge              | Batlik, Sophie Terrol, Bertrand&, Vaguement la Jungle            | Les Fées, Usmar, Batlik, Coup d'Marron, Mon Côté Punk | Mlle Rose, Vincent Eckert, Daniel Fernandez, Saramabalouf                                | Mathé, Le Remède, Elzef, Positive Radical Sound                                             | Oscar Matzerath, Angel Fall, BRG, Oncle Slam                                                                                                 | BRG, Usmar, Daniel Fernandez, N&SK                        |
| Carré Amelot         |                                                                  |                                                       |                                                                                          | JMF, Nicolas Jules                                                                          | JMF, Nicolas Jules |                                                           |
| Le Cosy              | DJ Science, MC Big Red, DJ Rom1, MC Jamalski                     | 4'33, Rubin Steiner, DJ Flore, Interlope, MC Jamalski | DJ Pone, Family Werks, MC Jamalski                                                       | Dee Nasty, Elisa Do Brasil, MC Jamalski                                                     | Aldo Granato, Nano, Lord issa, Djam, MC Jamalski                                                                                             | MC Jamalski, DJ Lord Funk, DJ Lord Jazz                   |
| Large                | Accoustel Gang, Sergent Pépère                                   | Accoustel Gang, Sergent Pépère                        | Accoustel Gang, Sergent Pépère                                                           | Accoustel Gang, Sergent Pépère                                                              | Accoustel Gang, Sergent Pépère | Accoustel Gang, Sergent Pépère                            |
| Patio                | Romano Swing                                                     | Daniel Fernandez                                      | Fanfare du Belgistan                                                                     | Saramabalouf                                                                                | |                                                           |

## Édition 2006
Le festival se déroule du 13 au 18 juillet 2006.
| Scènes               | Jeudi 13                                                             | Vendredi 14                                                                     | Samedi 15                                                    | Dimanche 16                                                                       | Lundi 17                                                                                    | Mardi 18                                                                                    |
| -------------------- | -------------------------------------------------------------------- | ------------------------------------------------------------------------------- | ------------------------------------------------------------ | --------------------------------------------------------------------------------- | ------------------------------------------------------------------------------------------- | ------------------------------------------------------------------------------------------- |
| Jean-Louis Foulquier | Pauline Croze, Diam's, Hubert-Félix Thiéfaine, Cali                  | Mon Côté Punk, Les Cowboys Fringants, Saïan Supa Crew, Têtes Raides, Les Wampas | Anais, Ode à Dick Rivers, Dionysos, Louise Attaque           | Anis, La Grande Sophie, Raphael, Jean-Louis Aubert                                | Dom Tom Folies, Juliette, Thomas Fersen, Bénabar                                            | Asyl, Vive la fête, Aqme, Indochine                                                         |
| Salle Bleue          | Marie Cherrier, Mansfield Tya, Ethyl, Claire Diterzi                 | Tom Poisson, ben Ricour, Joyeux Urbains, Joseph d'Anvers                        | Dobacaracol, Pierre Lapointe, Marie Warnant, Été 67          | Renan Luce, Les Blaireaux                                                         | Volo, Polar, Tania de Montaigne, Zita Swoon                                                 |                                                                                             |
| Grand Théâtre        | Dominique A, Émilie Simon                                            |                                                                                 | Christophe Mali, Yves Jamait, Allain Leprest                 | Da Silva, Alain Chamfort                                                          | Kwal, Red Legs, Grand Corps Malade                                                          | Emily Loizeau, Agnès Jaoui                                                                  |
| Horloge              | Manu Larrouy, Mr Roux, Balbino Medelin                               | Les Petites Bourrettes, Hyperclean, Beauté Vulgaires                            | Toyer, Dernier Pro, C.H.O, Chango Family                     | Davy Sicard, F.D.B, Fatche d'Eux                                                  | Le Styx, Wouillo, Dom Tom Folies                                                            | Imbert Imbert, Eddy La Gooyatsh, Rasta Bigoud                                               |
| Carré Amelot         |                                                                      |                                                                                 | Vincent Malone                                               | Jako                                                                              | Nevchehirlian                                                                               | Manu Galvin                                                                                 |
| Le Cosy              | Yann Tiersen, Rubin Steiner et ses invités                           | Yann Tiersen, Rubin Steiner et ses invités                                      | Philippe Katerine, DJ Zebra et ses invités                   | Philippe Katerine, DJ Zebra et ses invités                                        | Philippe Katerine, La Teuf et ses invités                                                   | La Teuf et ses invités                                                                      |
| Motte Rouge          | Les Petites Bourrettes, Hyperclean, Conf'Chantées, Awadi, Pierpoljak | Manu Larrouy, Mr Roux, Conf'Chantées, Orange Blossom, Sayag Jazz Machine        | Davy Sicard, F.D.B, Conf'Chantées, Lo'Jo, Debout sur le Zinc | Imbert Imbert, Eddy La Gooyatsh, Conf'Chantées, Mouss et Hakim, Dub Incorporation | Les Francos perdent pas l'Nord : Carte blanche aux artistes de la région Nord-Pas-de-Calais | Les Francos perdent pas l'Nord : Carte blanche aux artistes de la région Nord-Pas-de-Calais |

Jean-Louis Aubert fait filmer son concert live pour le DVD ideal tour.

## Édition 2007

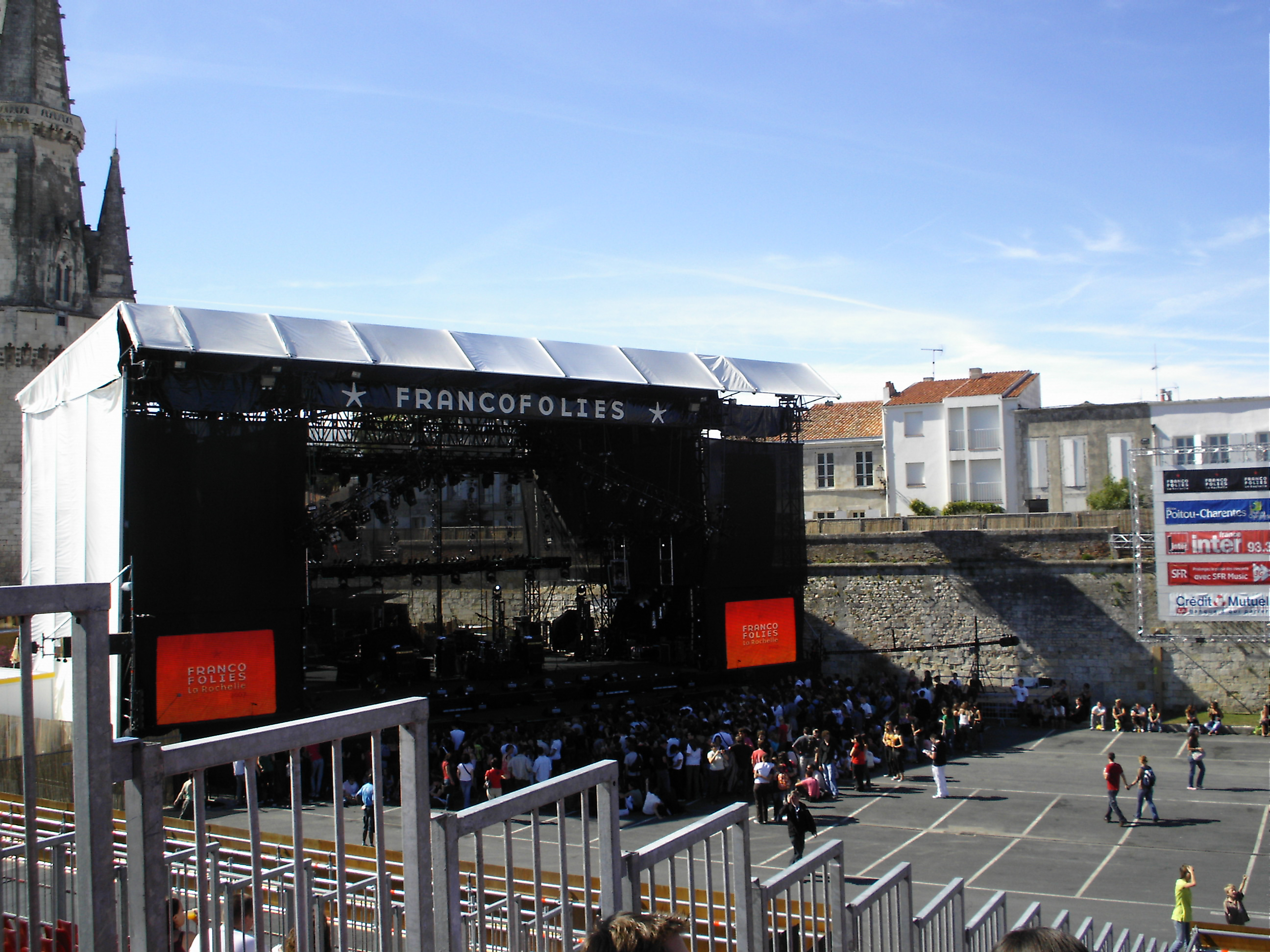
La grande scène des Francofolies en 2007.

Le festival se déroule du 11 au 16 juillet 2007.
| Scènes               | Mercredi 11                                                       | Jeudi 12 | Vendredi 13                                                                                                | Samedi 14 | Dimanche 15 | Lundi 16                                                                             |
| -------------------- | ----------------------------------------------------------------- | --- | --- | --- | --- | ------------------------------------------------------------------------------------ |
| Jean-Louis Foulquier | Ayo, Yvan Le Bolloc'h, Fête à Miossec, Abd Al Malik, Renaud       | Kaolin, Superbus, Saule, Arno, Olivia Ruiz                                                                          | Tete, Fête aux Ogres de Barback, Philippe Katerine, Zazie, Zebra Folies                                    | Renan Luce, La Grande Sophie au Pays des Harmonies, Fête à Yves Jamait, Sanseverino, Laurent Voulzy & Friends             | Dom Tom Folies, Rike, Babet, Ridan, Yannick Noah                                                                             | Les Fatals Picards, M.A.P, Ours, Java VS Winson Mc Anuff, Tryo                       |
| La Coursive          |                                                                   | Slam Dirait Bien | Slam Dirait Bien                                                                                           | Slam Dirait Bien | Slam Dirait Bien | Slam Dirait Bien                                                                     |
| Grand Théatre        |                                                                   | Saule et les Pleureurs, Pierre Lapointe, Jeanne Cherhal                                                             | Yves Simon                                                                                                 | Florent Marchet, Lola Lafon et Leva Bratsch & Plein de Monde                                                              | Batlik, Fête à Loïc Lantoine, Aaron                                                                                          | Oxmo Puccino & The Jazzbastards, Jacques Higelin                                     |
| L'Encan              |                                                                   | Lili, Bikini Machine, Jean Racine, Nery                                                                             | Yoanna, Ours, Therese, Rose                                                                                | Scotch & Sofa, Plastiscines, Ina Ich, Katel                                                                               | Alexandre Kinn, Seb Martel, Lisa Portelli, Babet                                                                             | Constance Amiot, Pierre Guimard, Nous Non Plus, Adrienne Pauly                       |
| Horloge              | Amedee Colere, BP Zoom                                            | Piuma, bœuf, New Paulette Orchestra, Yvan Le Bolloc'h et Ma Guitare s'appelle Reviens                               | Hocus Pocus, Bertrand&, Moussu T e Lei Jovents                                                             | Coup d'Marron, Alee, Barcella, Mes Aieux                                                                                  | Hangar, Andreas & Nicolas, Lugo, La Crevette d'Acier                                                                         | Uztaglote, Philemon, Didier Super                                                    |
| Le Cosy              | Cocoon, Montgomery, Yelle, Les Nuits Inrocks : Côte Ouest DJ Team | Skye, Cassius, Les Nuits Inrocks : Boogaloo & Lotari VS Bikini Machine                                              | Sacha Toorop, Cassius, Les Nuits Inrocks : Les Putafranges                                                 | Florian Mona, Jean-Louis Murat, Les Nuits Inrocks : Myninecan Piss présente DJ Slow VS Brodinski                          | Katel, Jean-Louis Murat, Les Nuits Inrocks : Panpan Master                                                                   | Céline Ollivier, Jean-Louis Murat, Fête de clôture : DJ Le Clown                     |
| Salle Bleue          |                                                                   | Francos Juniors : Khalid K                                                                                          | Francos Juniors : Gérard Delahaye                                                                          | Francos Juniors : La Côterie (Têtes Raides & ses invités)                                                                 | Francos Juniors : Laurent Montagne                                                                                           | Francos Juniors : Claude Sicre et Bombes 2 Bal                                       |
| Motte Rouge          |                                                                   | Thérèse, Ours, Les Conf'Chantées : Barbara par La Grande Sophie et Valérie Lehoux, Wax Tailor, Le Peuple de l'Herbe | Scotch & Sofa, Ina Ich, Les Conf'Chantées : Nougaro par Nery et Daniel Pantchenko, Jonaz, 2 Bal, Joeystarr | Florian Mona, Lisa Portelli, Les Conf'Chantées : Bourvil par François Morel et Anne-Marie Paquotte, Prohom, Nadj, Nosfell | Alexandre Kinn, Céline Ollivier, Les Conf'Chantées : Jean-Louis Murat par Florent Marchet et Olivier Nuc, Gong Gong, Zenzile | Fin de Chantier : Concert avec tous les artistes du chantier, Eiffel, Mademoiselle K |
| Patio                | DJ Rare VS LGS                                                    | DJ Moule + Invités                                                                                                  | DJ Moule + Invités                                                                                         | Loo & Placido + Invités                                                                                                   | Loo & Placido + Invités |                                                                                      |

## Édition 2008
Le festival se déroule du 11 au 16 juillet 2008.
| Scènes               | Vendredi 11 | Samedi 12 | Dimanche 13 | Lundi 14 | Mardi 15                                                                                    | Mercredi 16                               |
| -------------------- | --- | --- | --- | --- | ------------------------------------------------------------------------------------------- | ----------------------------------------- |
| Jean-Louis Foulquier | Fred, BB Brunes, Alain Bashung, Dionysos, Fête à Cali                                                                                 | Asa, Amadou et Mariam, Bernard Lavilliers, Merlot, Fête à Tiken Jah Fakoly                                                             | Les Wriggles, Les adieux de Matmatah, Maloh, Nous sommes tous Claude François, Christophe Maé                                             | Alexandre Kinn, Manu Larrouy, Thomas Dutronc, Christophe Willem, Vanessa Paradis                                                                               | Hocus Pocus, Rose, Camille, Guillaume Cantillon, Catherine Ringer chante Les Rita Mitsouko, | Dom Tom Folies, Yelle, Thedo, Bense, Mika |
| Grand Théatre        | Oh He Hein Bon !!! : Hommage à Nino Ferrer, Yaël Naïm                                                                                 | Berry, Stephan Eicher | Bertrand Soulier, Amélie les crayons, Daphné                                                                                              | Moriarty, Stacey Kent en version française | Dominic Sonic, Sébastien Tellier, Daniel Darc                                               |                                           |
| La Coursive          | Mokaiesh, La Maison Tellier, Piuma, Constance Verluca                                                                                 | Bense, Alister, Claire Denamur, Maya Barsony                                                                                           | Carmenmariavega, K, Ludo Pin, Imbécile | Sammy Decoster, Ludeal, Maloh, Jill Caplan | Tricot Machine, Merlot, La Casa, Helena                                                     |                                           |
| Horloge              | Oncle Slam, Kwal, La Crevette d'Acier                                                                                                 | Ben, Tom Frager, Volo | Madi, The Sugar Plum Fairy Pr, Little | Kid Bombardos, Pony Pony Run Run, The Dodoz | Thérèse, Shaolin Temple Defender, R-Wan                                                     | EN DIRECT DE... France 4 Invités en live  |
| Le Cosy              | La Ruda accoustique, Fluokids World Affair                                                                                            | La Ruda accoustique, Don Rimini Vs Antoine Kenobi                                                                                      | Pauline Croze, Clo Clo Pot Pourri par DJ Rare & Funky JV, Loo & Placido                                                                   | Loane, Pauline Croze, Rubin Steiner DJ Set | Loane, Pauline Croze, Beat Torrent                                                          | Fête de Clôture : DJ Moule + Invités      |
| Salle Bleue          | Elise Caron | Papaq Compagnie | Sophie Forte, Voix du Sud, Maleesh, Davy Kilembe                                                                                          | Thérèse, Frère Animal | Zut                                                                                         |                                           |
| Motte Rouge          | Claire Denamur, Orchestre du mouvement perpétuel, Bense, Conf'Chantées : Serge Gainsbourg par Mickaël Furnon et Bussy, Soha, Bumcello | Carmenmariavega, Piuma, Ludo Pin, Conf'Chantées : Léo Ferré par Amancio Prada & Babx et Stéphane Oron, Omnikrom, James Deano, Svinkels | Maloh, Sasha Toorop, Ludeal, Conf'Chantées : Brigitte Fontaine par Barbara Carlotti et Benoit Mouchart, Tender Forever, Soko, Syd Matters | La Casa, Merlot, La Maison Tellier, Conf'Chantées : Francis Lemarque VS Yves Montand par Jill Caplan et Philippe Barbot, Baloji, Rubin Steiner, Beat Assailant | Fête de fin de chantier : Boogie Balagan, Têtes Raides                                      |                                           |

## Édition 2009

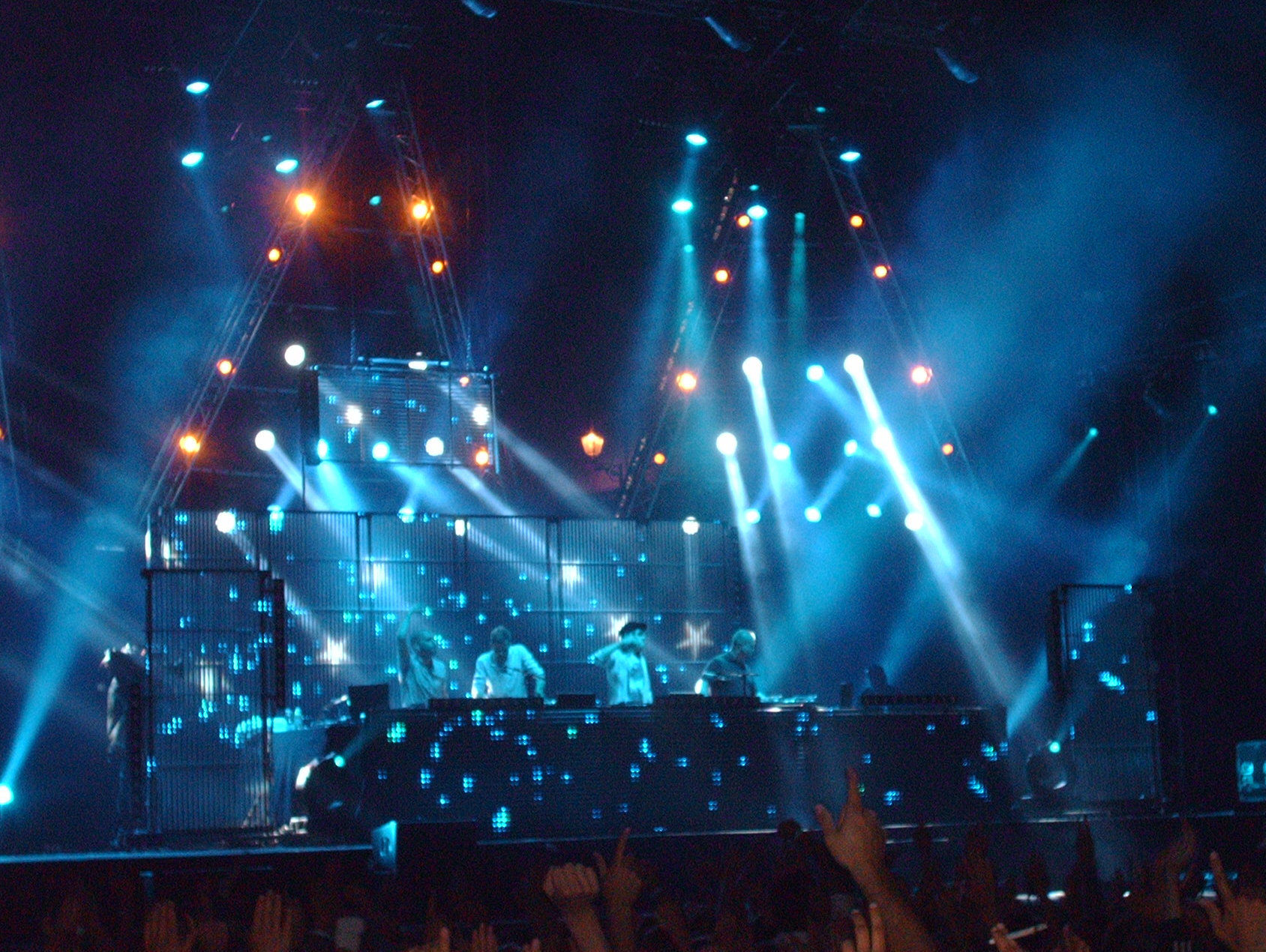
Birdy Nam Nam, Francofolies 2009

Le festival se déroule du 10 au 14 juillet 2009, durant cinq jours au lieu de six généralement, mais avec autant d'artistes.
| Scènes                          | Vendredi 10 | Samedi 11 | Dimanche 12 | Lundi 13                                                                                          | Mardi 14                                                                         |
| ------------------------------- | --- | --- | --- | ------------------------------------------------------------------------------------------------- | -------------------------------------------------------------------------------- |
| Jean-Louis Foulquier            | Pascale Picard, Arthur H, Jane Birkin, Tryo                                                                                   | Dom Tom Folies, Anaïs, Charlie Winston, Julien Doré, Fête à Olivia Ruiz | Grégoire, Emily Loizeau & ses amis, Thomas Fersen, Raphael, Renan Luce                                                                | France O Folies, La Chanson du Dimanche, Anis, Ayo, Bénabar                                       | Pep's, Caravan Palace, Goran Bregovic, La rue Ketanou Symphonique, Birdy Nam Nam |
| Grand Théatre                   | Dick Annegarn, Vincent Delerm                                                                                                 | Alexis HK, Joseph d'Anvers, Davy Sicard, On est pas la pour se faire engueuler : Hommage à Boris Vian avec Arthur H, Juliette, Jean-Louis Trintignant, Maurane, Sanseverino, François Hadji-Lazaro... | Nouvelle Vague en VF, Christophe | Magma Les 40 ans                                                                                  | Francollection avec Ours & Les Paddingtons, La Grande Sophie                     |
| La Coursive                     | Cœur de pirate, Luciole, Les frères guisse, Mélissa Laveaux                                                                   | Arnaud Fleurent Didier, Housse de Racket | Madjo, Manu Larrouy, Le prince Miiaou, Babx                                                                                           | Ben Mazue, Eddy (la) Gooyatsh, Koumekiam, Alexis HK                                               | Mustang, Izia, Karimouche, Zaza Fournier                                         |
| Horloge                         | Fanny Krief, Grace, Karkwa | La secte phonetik, Anaïs, Alfa Rococo, Suarez, La Casa | Yuz, Sliimy, La pompe moderne | Balances F4, Louise Attaque                                                                       | Elie Guillou, Zaza Fournier, Fête de fin de chantier                             |
| Le Cosy                         | Tahiti 80, Stuck in the sound, Missill, Fanox                                                                                 | Coming soon, Erik Truffaz & Sly Johnson présentent The Fly, Pulpalicious | Sliimy, Boogers DJ set, Robert Le Magnifique DJ set                                                                                   | Skip The Use, Trust, Electro Rocks, Party Ben                                                     | Skip The Use, Trust, DJ Harry Cover, After by Caravan Palace                     |
| Salle Bleue                     | Helene Bohy, Le Bateau de Nino                                                                                                | Le Quartier Enchantant, L'ailleurs de l'avant, Cie Beline | Pascal Parisot, Les pieds dans le plat, Les Voix du Sud présentent: Verone, Duo Grim, Yvan Le Bolloc'h & Ma Guitare s'appelle reviens | Syrano contre le Grand Zappeur, Jean-Jacques Nyssen, Compagnie Uppercut, Les Sea Girls            | Aldebert - Enfantillages                                                         |
| Motte Rouge                     | Buridane, Arnaud Fleurent Didier, Johnny Hallyday, Véronique Mortaigne et Rachel Des Bois, Hugh Coltman, Sophie Hunger, Grace | Le Prince Miiaou, Madjo, Christophe, Laurent Lavige et Art Mengo, Naive New Beaters, Sporto Kantes, Yuksek                                                                                            | Ben Mazué, Koumekiam, Françoise Hardy, Ludovic Perrin et Frank Monnet, Guillaume Cantillon, Claire Diterzi, The Fitzcarraldo sessions | Mustang, Karimouche, Alain Bashung, Olivier Nuc et Joseph d'Anvers, John & Jehn, Yodelice, Cocoon | Ka Jazz, Feloche, Squaw, Oxmo Puccino, Sefyu                                     |
| Le Chantier prend ses quartiers | Feloche, Karimouche | Ben Mazué, Ka Jazz | Luciole, Koumekiam |                                                                                                   |                                                                                  |

Avec officiellement 80 000 entrées environ, pour 130 concerts, sur cinq jours, le bilan de cette édition anniversaire est remarquable.